# Jean Francel
Jean Francel de son vrai nom, Lucien Lefranc, est un acteur français né à Paris le 30 mai 1912 et mort à Saint-Cloud le 4 février 1982.

## Biographie
Il fut également l'« homme des vœux Bartissol » de la marque éponyme dans les années 1960 sur RTL, inspiré des sketchs (humour décalé et canulars très humoristiques) qu'il écrivait pour la télévision et interprétait pour La Caméra invisible ainsi que La Tête et les Jambes.

## Filmographie

### Cinéma
- 1946 : Mission spéciale
- 1946 : Raboliot
- 1950 : Plus de vacances pour le Bon Dieu
- 1951 : Deux sous de violettes
- 1952 : Rayés des vivants
- 1955 : Chantage
- 1955 : Une fille épatante
- 1956 : Si tous les gars du monde
- 1961 : Callaghan remet ça
- 1961 : Jugez-les bien
- 1967 : La Blonde de Pékin : Docteur Forester (en tant que Francel)

### Télévision
- 1958 : En votre âme et conscience :  Le procès du docteur Castaing de Claude Barma
- 1971 : Aux frontières du possible : épisode : Menaces sur le sixième continent de Claude Boissol

### Courts-métrages
- 1950 : Ce bon Monsieur Durand